# Hóquei no gelo nos Jogos Olímpicos de Inverno de 2002

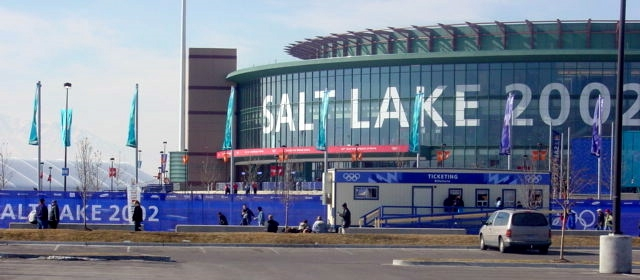
Exterior do E Center em West Valley City, uma das arenas utilizadas

Os eventos de hóquei no gelo realizados nos Jogos Olímpicos de Inverno de 2002 tiveram como sede as arenas E Center e Peaks Ice Arena, localizadas nas cidades de West Valley City e Provo, no estado americano de Utah. Tanto nas competições masculina como feminina, o campeonato foi vencido pelo Canadá, que derrotou na final em ambos a seleção dos Estados Unidos da América.

## Calendário
| Agosto         | 8 | 9 | 10 | 11 | 12 | 13 | 14 | 15 | 16 | 17 | 18 | 19 | 20 | 21 | 22 | 23 | 24 | T |
| -------------- | - | - | -- | -- | -- | -- | -- | -- | -- | -- | -- | -- | -- | -- | -- | -- | -- | - |
| Hóquei no gelo |   |   |    |    |    |    |    |    |    |    |    |    |    | 1  |    |    | 1  | 2 |

## Eventos
- Equipes femininas
- Equipes masculinas

## Medalhistas
| Evento             | Ouro | Prata | Bronze |
| ------------------ | --- | --- | --- |
| Masculino detalhes | Mario Lemieux-C Paul Kariya Ed Jovanovski Curtis Joseph Jarome Iginla Simon Gagné Chris Pronger Mike Peca Owen Nolan Joe Nieuwendyk Scott Niedermayer Adam Foote Theo Fleury Martin Brodeur Eric Brewer Rob Blake Ed Belfour Steve Yzerman-A Ryan Smyth Brendan Shanahan Joe Sakic-A Al MacInnis Eric Lindros CAN Canadá              | Bill Guerin Mike Dunham Chris Drury Aaron Miller Adam Deadmarsh Mike Richter Tom Poti Scott Young Doug Weight Keith Tkachuk Chris Chelios-C Tony Amonte Phil Housley- A Mike York Brian Rolston Tom Barrasso Gary Suter Jeremy Roenick Brian Rafalski Mike Modano Brian Leetch - A John LeClair Brett Hull USA Estados Unidos | Yegor Podomatsky Danny Markov Alexei Kovalev Vladimir Malakhov Alexei Zhamnov Sergei Gonchar Darius Kasparaitis Pavel Datsyuk Igor Kravchuk Oleg Tverdovsky Pavel Bure Igor Larionov Sergei Fedorov Alexei Yashin Nikolai Khabibulin Boris Mironov Sergei Samsonov Valeri Bure Maxim Afinogenov Ilya Bryzgalov Ilya Kovalchuk Andrei Nikolishin Oleg Kvasha RUS Rússia |
| Feminino detalhes  | Sami Jo Small Becky Kellar Colleen Sostorics Thérèse Brisson Cherie Piper Cheryl Pounder Lori Dupuis Caroline Ouellette Danielle Goyette Jayna Hefford Jennifer Botterill Hayley Wickenheiser Dana Antal Kelly Bechard Tammy Lee Shewchuk Kim St-Pierre Vicky Sunohara Isabelle Chartrand Cassie Campbell Geraldine Heaney CAN Canadá | Sara Decosta Tara Mounsey Courtney Kennedy Angela Ruggiero Lyndsay Wall Karyn Bye Sue Merz Laurie Baker Andrea Kilbourne Allison Mleczko Jenny Potter Julie Chu Shelley Looney Krissy Wendell Katie King Cammi Granato Natalie Darwitz Chris Bailey Tricia Dunn Sarah Tueting USA Estados Unidos                              | Emelie Berggren Anna Andersson Maria Rooth Erika Holst Anna Vikman Evelina Samuelsson Maria Larsson Kristina Bergstrand Ann-Louise Edstrand Josefin Pettersson Lotta Almblad Joa Elfsberg Gunilla Andersson Nanna Jansson Therese Sjölander Ylva Lindberg Danijela Rundqvist Ulrica Lindström Kim Martin Annica Åhlén SWE Suécia                                       |

## Quadro de medalhas
| Ordem | País               | Medalha de ouro | Medalha de prata | Medalha de bronze |   | Ordem por total |
| ----- | ------------------ | --------------- | ---------------- | ----------------- | - | --------------- |
| 1     | CAN Canadá         | 2               |                  |                   | 2 | 1               |
| 2     | USA Estados Unidos |                 | 2                |                   | 2 | 1               |
| 3     | RUS Rússia         |                 |                  | 1                 | 1 | 3               |
| 3     | SWE Suécia         |                 |                  | 1                 | 1 | 3               |